# Port lotniczy Lansing
Port lotniczy Lansing (ang. Lansing Capital Region International Airport, IATA: LAN, ICAO: KLAN) – port lotniczy położony 5 km od Lansing, w stanie Michigan, w Stanach Zjednoczonych.

## Linie lotnicze i połączenia
- Allegiant Air (Orlando-Sanford)[3]
- Apple Vacations obsługiwane przez Sun Country Airlines (Cancún [sezonowo], Puerto Vallarta [sezonowo], Punta Cana [sezonowo])
- Delta Connection obsługiwane przez Chautauqua Airlines (Detroit [sezonowo])
- Delta Connection obsługiwane przez Pinnacle Airlines (Detroit, Minneapolis/St. Paul)
- Delta Connection obsługiwane przez SkyWest (Detroit [sezonowo], Minneapolis/St. Paul [sezonowo])
- Sun Country Airlines (Las Vegas [sezonowo][3], Minneapolis/St. Paul, Orlando [sezonowo][4], Waszyngton-National[5])
- United Express obsługiwane przez ExpressJet Airlines (Chicago-O’Hare)

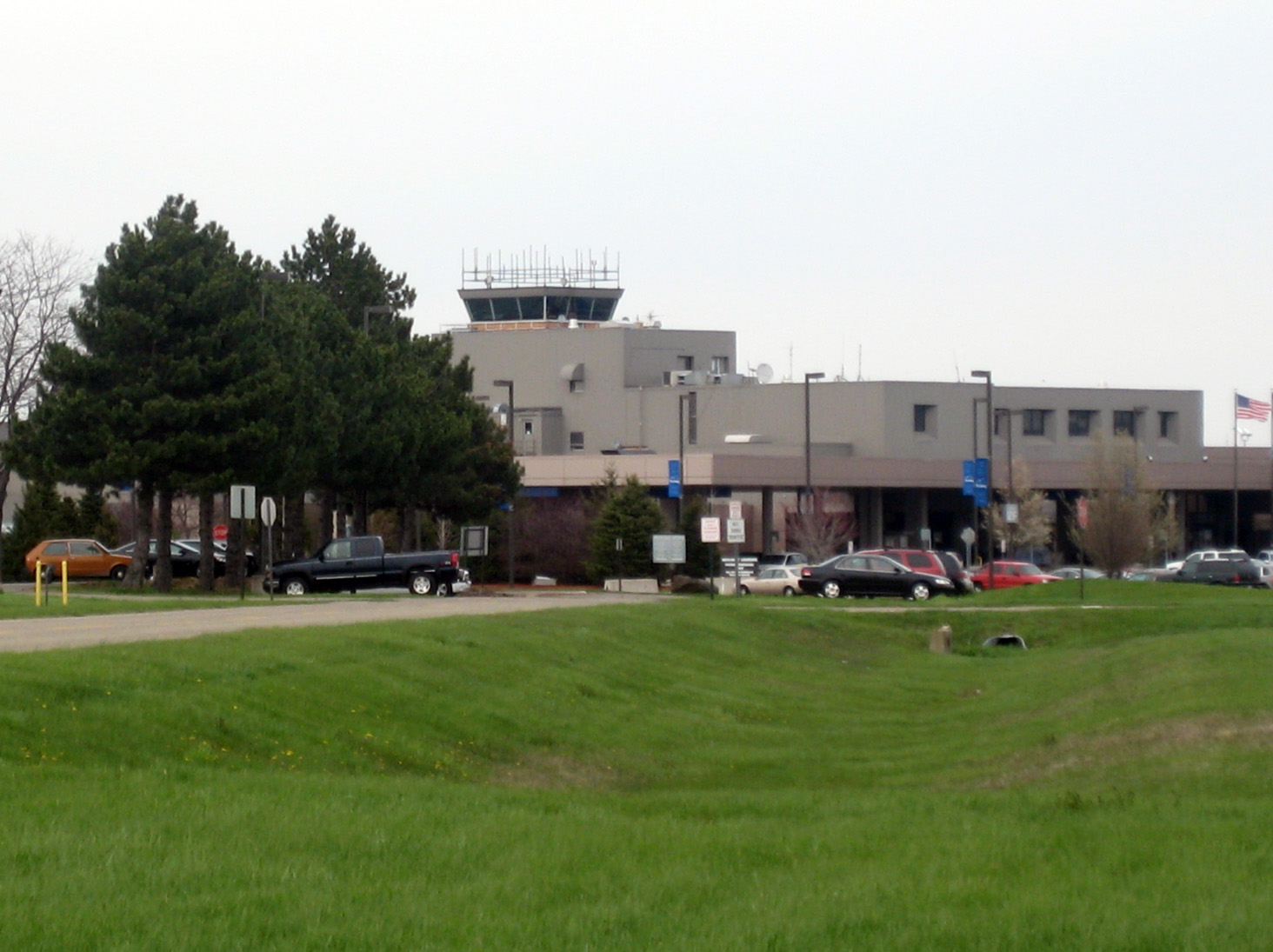
Terminal lotniska

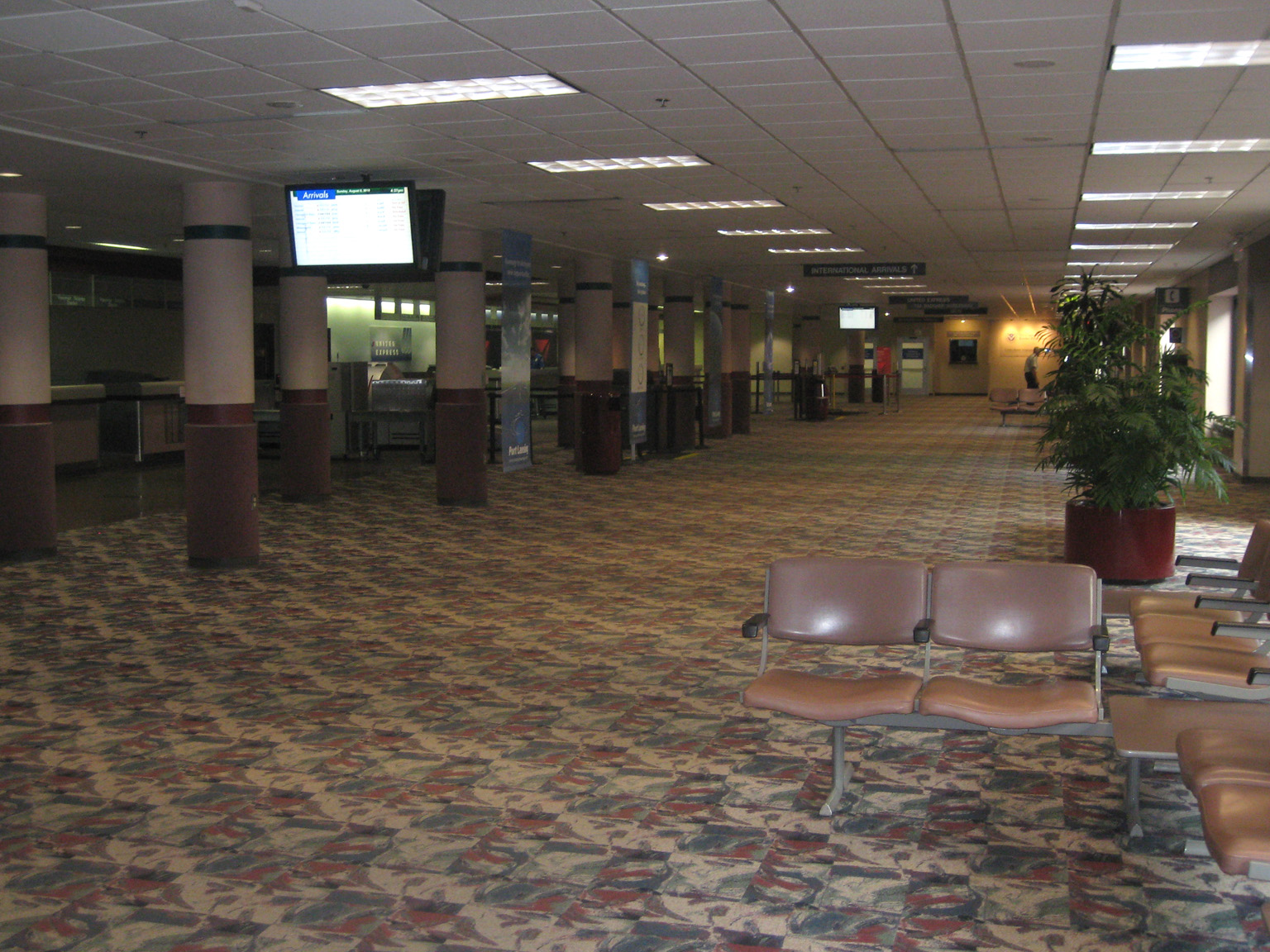
Wnętrze terminalu

- United Express obsługiwane przez SkyWest (Chicago-O’Hare)

## Statystyki
| Rok  | Pasażerów | Zmiana w ciągu roku | Cargo (kg) | Zmiana w ciągu roku |
| ---- | --------- | ------------------- | ---------- | ------------------- |
| 2000 | 656 703   | −8,7%               | 29 412 869 | +5,3%               |
| 2001 | 523 152   | −20,3%              | 23 930 020 | −18,6%              |
| 2002 | 514 299   | −1,7%               | 22 678 620 | −5,2%               |
| 2003 | 534 280   | +3,9%               | 22 728 122 | +0,2%               |
| 2004 | 650 915   | +21,8%              | 23 946 028 | +5,4%               |
| 2005 | 609 901   | −6,3%               | 24 648 237 | +2,9%               |
| 2006 | 557 417   | −8,6%               | 27 241 476 | +10,5%              |
| 2007 | 497 824   | −10,7%              | 29 671 759 | +8,9%               |
| 2008 | 429 639   | −13,7%              | 24 195 442 | −18,5%              |
| 2009 | 265 967   | −38,1%              | 19 071 549 | −21,2%              |
| 2010 | 257 350   | −3,2%               | 18 607 289 | −2,4%               |
| 2011 | 358 307   | +39,2%              | 18 814 983 | +1,1%               |

| Miasto                 | Pasażerów | Procent |
| ---------------------- | --------- | ------- |
| Detroit (DTW)          | 77 000    | 42,3%   |
| Chicago (ORD)          | 34 000    | 18,7%   |
| Minneapolis (MSP)      | 34 000    | 18,7%   |
| Waszyngton, D.C. (DCA) | 9000      | 4,9%    |
| Cancún (CUN)           | 8100      | 4,5%    |
| Orlando (MCO)          | 6000      | 3,3%    |
| Fort Myers (RSW)       | 5000      | 2,7%    |
| Las Vegas (LAS)        | 5000      | 2,7%    |
| Montego Bay (MBJ)      | 2300      | 1,3%    |